# Orange (Australia)
Orange è una città dell'Australia situata nel Nuovo Galles del Sud. Si trova a circa 250 km a ovest di Sydney ed è il centro amministrativo della LGA della Città di Orange.